# Vlajka Alabamy

Alabamská vlajka
Poměr stran: 2:3

Vlajka Alabamy, jednoho z federálních států USA, byla (jako druhá v historii státu) přijata zákonem 383 zákonodárného sboru Alabamy 16. února 1895. Kříž svatého Ondřeje, na který se v zákoně odkazuje, je diagonální kříž, známý ve vexilologii jako Saltire. Protože pruhy musí mít šířku nejméně šest palců (150 mm), nesplňují malé vyobrazení vlajky Alabamy zákonnou definici.